# Jüdischer Friedhof (Metelen)

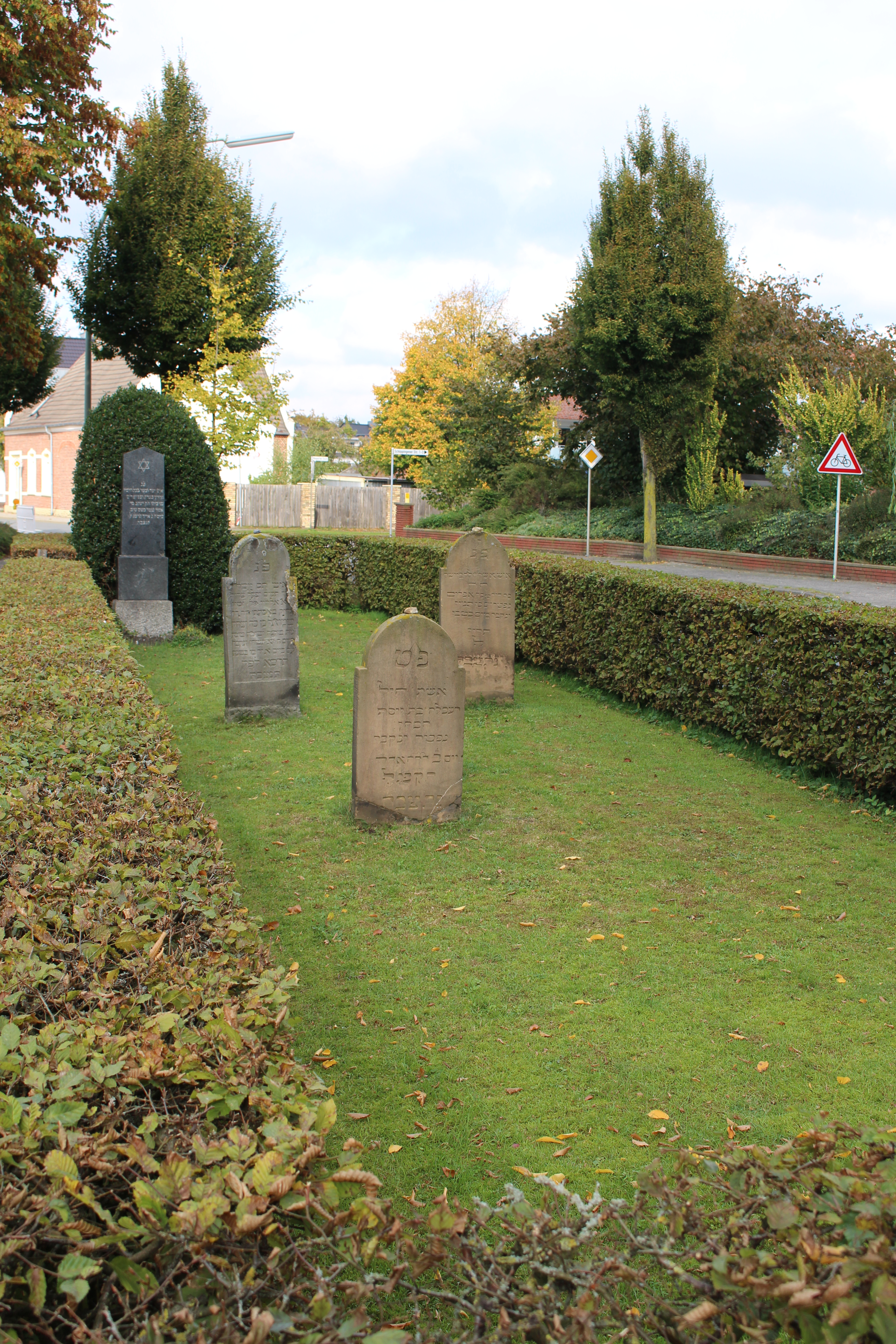
Jüdischer Friedhof in Metelen

Der Jüdische Friedhof Metelen ist ein jüdischer Friedhof in Metelen im Kreis Steinfurt in Nordrhein-Westfalen. 
Er liegt an der Schöppinger Straße, Ecke Amselweg. 
Auf dem 110 m² großen Gelände befinden sich vier Grabsteine mit hebräischen Inschriften. Der jüngste Stein stammt von 1923. Auf der Rückseite befindet sich eine deutsche Inschrift. 
Seit 1835 diente er der jüdischen Gemeinde als Begräbnisstätte. Nach 1945 ist das Gelände dieses Friedhofes verkleinert worden.
Der Friedhof ist als Denkmal Nummer 57 in die Denkmalliste der Gemeinde Metelen eingetragen.